# Élections étatiques de 2023 dans l'État de Coahuila
Les élections étatiques de 2023 dans l'État de Coahuila se tiennent le 4 juin 2023, afin d'élire le gouverneur de l'État de Coahuila pour un mandat de six ans, et les 25 membres du Congrès, pour un mandat de trois ans.

État de Coahuila.

## Gouverneur

### Mode de scrutin
Le gouverneur est élu au scrutin uninominal majoritaire à un tour.

### Résultats
|                        | Alliance citoyenne pour la sécurité - Parti révolutionnaire institutionnel (PRI) - Parti action nationale (PAN) - Parti de la révolution démocratique (PRD) | Manolo Jiménez Salinas (PRI) | 765 979   | 58,34 |  |  |
|                        | Mouvement de régénération nationale (MORENA) | Armando Guadiana Tijerina    | 287 660   | 21,91 |  |  |
|                        | Parti du travail (PT) | Ricardo Mejía Berdeja        | 178 888   | 13,62 |  |  |
|                        | Sauvons Coahuila - Union démocratique de Coahuila (UDC) - Parti vert écologiste du Mexique (PVEM)                                                           | Lenin Pérez Rivera (UDC)     | 80 483    | 6,13  |  |  |
|                        | |                              |           |       |  |  |
| Suffrages exprimés     | Suffrages exprimés | Suffrages exprimés           | 1 313 010 | 97,63 |  |  |
| Votes nuls             | Votes nuls | Votes nuls                   | 31 872    | 2,37  |  |  |
| Total                  | Total | Total                        | 1 344 882 | 100   |  |  |
| Abstention             | Abstention | Abstention                   | 1 033 082 | 43,44 |  |  |
| Inscrits/Participation | Inscrits/Participation | Inscrits/Participation       | 2 377 964 | 56,56 |  |  |

## Congrès étatique

### Mode de scrutin
Le Congrès d'État de Coahuila est constitué de 25 députés, élus selon un système mixte. 16 députés sont élus au scrutin uninominal majoritaire à un tour dans autant de circonscriptions, tandis que les 9 députés restants sont élus au scrutin proportionnel plurinominal. Les électeurs n'ont cependant qu'un seul vote.

### Résultats
|                                           |                                              |                                              |           |       |      |               |               |    |               |               |  |  |  |  |
| Parti                                     | Parti                                        | Parti                                        | Voix      | %     | +/-  | C             | +/−           | L  | Total         | +/-           |  |  |  |  |
|                                           |                                              | Parti révolutionnaire institutionnel (PRI)   | 583 879   | 44,50 | 6,94 | 9             | 7             | 1  | 10            | 6             |  |  |  |  |
|                                           | Parti action nationale (PAN)                 | 83 029                                       | 6,33      | 3,88  | 5    | 5             | 0             | 5  | 2             |               |  |  |  |  |
|                                           | Parti de la révolution démocratique (PRD)    | 27 564                                       | 2,10      | 0,48  | 2    | 2             | 0             | 2  | 2             |               |  |  |  |  |
|                                           | Votes pour la coalition                      | 15 544                                       | 1,18      |       |      |               |               |    |               |               |  |  |  |  |
| Total Alliance citoyenne pour la sécurité | Total Alliance citoyenne pour la sécurité    | 710 016                                      | 54,12     | 9,15  | 16   | en stagnation | 1             | 17 | 2             |               |  |  |  |  |
|                                           | Mouvement de régénération nationale (MORENA) | Mouvement de régénération nationale (MORENA) | 354 480   | 27,02 | 6,89 | 0             | en stagnation | 5  | 5             | 1             |  |  |  |  |
|                                           | Parti du travail (PT)                        | Parti du travail (PT)                        | 117 573   | 8,96  | 6,98 | 0             | en stagnation | 1  | 1             | 1             |  |  |  |  |
|                                           |                                              | Parti vert écologiste du Mexique (PVEM)      | 59 888    | 4,56  | 1,51 | 0             | en stagnation | 1  | 1             | en stagnation |  |  |  |  |
|                                           | Union démocratique de Coahuila (UDC)         | 41 698                                       | 3,18      | 0,49  | 0    | en stagnation | 1             | 1  | en stagnation |               |  |  |  |  |
|                                           | Votes pour la coalition                      | 1 270                                        | 0,10      |       |      |               |               |    |               |               |  |  |  |  |
| Total Sauvons Coahuila                    | Total Sauvons Coahuila                       | 102 856                                      | 7,84      | 1,12  | 0    | en stagnation | 2             | 2  | en stagnation |               |  |  |  |  |
|                                           | Mouvement citoyen (MC)                       | Mouvement citoyen (MC)                       | 27 182    | 2,07  | 0,68 | 0             | en stagnation | 0  | 0             | en stagnation |  |  |  |  |
|                                           |                                              |                                              |           |       |      |               |               |    |               |               |  |  |  |  |
| Suffrages exprimés                        | Suffrages exprimés                           | Suffrages exprimés                           | 1 312 007 | 97,44 |      |               |               |    |               |               |  |  |  |  |
| Votes nuls                                | Votes nuls                                   | Votes nuls                                   | 34 507    | 2,56  |      |               |               |    |               |               |  |  |  |  |
| Total                                     | Total                                        | Total                                        | 1 346 614 | 100   | -    | 16            | en stagnation | 9  | 25            | en stagnation |  |  |  |  |
| Abstention                                | Abstention                                   | Abstention                                   | 1 010 502 | 42,87 |      |               |               |    |               |               |  |  |  |  |
| Inscrits/Participation                    | Inscrits/Participation                       | Inscrits/Participation                       | 2 357 116 | 57,13 |      |               |               |    |               |               |  |  |  |  |